# Advanta Championships Philadelphia 2003
L'Advanta Championships of Philadelphia 2003 è stato un torneo femminile di tennis giocato sul cemento indoor. È stata la 13ª edizione del torneo, che fa parte della categoria Tier II nell'ambito del WTA Tour 2003. Si è giocato al Philadelphia Civic Center di Philadelphia, negli USA dal 27 ottobre al 2 novembre 2003.

## Campionesse

### Singolare
Amélie Mauresmo ha battuto in finale  Anastasija Myskina con il punteggio di 5–7, 6–0, 6–2

### Doppio
Martina Navrátilová /  Lisa Raymond hanno battuto in finale  Cara Black /  Rennae Stubbs con il punteggio di 6–3, 6–4